# 新井淳平
新井 淳平（あらい じゅんぺい）は、日本の小説家。神奈川県出身。大阪府大阪市在住。

## 経歴
神奈川県高座郡寒川町出身。寒川町立旭が丘中学校卒業。田園調布学園大学短期大学部卒業。
アミューズメントメディア総合学院大阪校ノベルス学科卒業。
同校在学中の2015年5月、ドラマ『猫侍 SEASON2』 のノベライズ小説『猫侍 久太郎、江戸に帰る』にてデビュー。
2016年7月、〈アイドル×デスゲーム〉をコンセプトとするオリジナル小説『シンデレラゲーム』を出版。
同年10月、『シンデレラゲーム』を原作とする同名映画作品が劇場公開される。
同年12月、『シンデレラゲーム』が第2回ノベルジム大賞を受賞。

## 作品リスト
- 『猫侍 久太郎、江戸に帰る』（AMGブックス、2015年）
- 『猫侍 玉之丞、争奪戦』（AMGブックス、2015年）
- 『シンデレラゲーム』（AMGブックス、2016年）
- 『意味がわかると怖い話』（AMGブックス、2016年）
- 『意味がわかると鳥肌が立つ話』（学研プラス、2019年）